# ジョセフ・プロッサー
ジョセフ・プロッサー（英語: Joseph Prosser, VC 1828年 - 1867年6月10日）は、イギリス陸軍の軍人。敵前で示された勇敢さが対象となるヴィクトリア十字章を授与された。最終階級は二等兵。

## 略歴
英国統治下のアイルランド中部の町、モニーゴールに生まれる。イギリス陸軍第1歩兵連隊（王立スコットランド人連隊）第2大隊の一員としてクリミア戦争に従軍。
1855年6月16日、セヴァストーポリの塹壕で任務中、プロッサー二等兵は敵の十字砲火に身を晒し、投降しようとした兵士を追跡、確保した。同年8月11日、敵中に最も突出した塹壕を飛び出し、敵軍の激しい銃撃の中、重傷を負って動けなくなった兵士を安全な場所へ移す手助けをした。
1867年死去。プロッサーのヴィクトリア十字章はエディンバラ城の王立スコットランド人連隊博物館が所有している。